# Плато (Колумбия)
Плато (исп. Plato) — город и муниципалитет на севере Колумбии, на территории департамента Магдалена.

## История
Поселение, из которого позднее вырос город, было основано в 1626 году.

## Географическое положение

Муниципалитет Плато

Город расположен в юго-западной части департамента, на правом берегу реки Магдалена, на расстоянии приблизительно 94 километров к юго-западу от Санта-Марты, административного центра департамента Магдалена. Абсолютная высота — 10 метров над уровнем моря.

Муниципалитет Плато граничит на севере с территориями муниципалитетов Тенерифе и Чиболо, на северо-востоке — с муниципалитетом Сабанас-де-Сан-Анхель, на востоке — с муниципалитетом Нуэва-Гранада, на юге — с муниципалитетами Санта-Ана и Санта-Барбара-де-Пинто, на юго-западе и западе — с территорией департамента Боливар. Площадь муниципалитета составляет 2529 км².

## Население
По данным Национального административного департамента статистики Колумбии, совокупная численность населения города и муниципалитета в 2015 году составляла 57 848 человек.
Динамика численности населения муниципалитета по годам:
| 2005   | 2006   | 2007   | 2008   | 2009   | 2010   | 2011   | 2012   | 2013   | 2014   | 2015   |
| ------ | ------ | ------ | ------ | ------ | ------ | ------ | ------ | ------ | ------ | ------ |
| 49 195 | 49 972 | 50 762 | 51 567 | 52 409 | 53 271 | 54 143 | 55 037 | 55 956 | 56 894 | 57 848 |

Согласно данным переписи 2005 года мужчины составляли 51,8 % от населения Плато, женщины — соответственно 48,2 %. В расовом отношении белые и метисы составляли 99,3 % от населения города; негры, мулаты и райсальцы — 0,6 %; индейцы — 0,1 %.
Уровень грамотности среди всего населения составлял 75,5 %.

## Экономика
Основу экономики Плато составляет сельскохозяйственное производство, в котором занято 94,4 % жителей муниципалитета.

58,5 % от общего числа городских и муниципальных предприятий составляют предприятия торговой сферы, 28,1 % — предприятия сферы обслуживания, 12,8 % — промышленные предприятия, 0,6 % — предприятия иных отраслей экономики.

## Транспорт
Через город проходит национальное шоссе № 80 (исп. Ruta Nacional 80). В северной части города расположен аэропорт (ICAO: SKPL, IATA: PLT).